# هایک کوتانجیان
هایک سارگسی کوتانجیان (ارمنی: Հայկ Սարգսի Քոթանջյան؛ زادهٔ ۱۹۴۵) یک دیپلمات نظامی، استاد دانشگاه، و مشاور سیاسی اهل ارمنستان است که از سال ۲۰۰۵ ریاست مؤسسه مطالعات راهبردی ملی (انگلیسی: Institute for National Strategic Studies (INSS)) در ایروان را برعهده دارد.
کوتاتجیان دارای درجه سپهبد نیروهای مسلح ارمنستان و دارای رتبه دیپلماتیک، فرستاده فوق‌العاده و تام‌الاختیار جمهوری ارمنستان است.

## نگارخانه

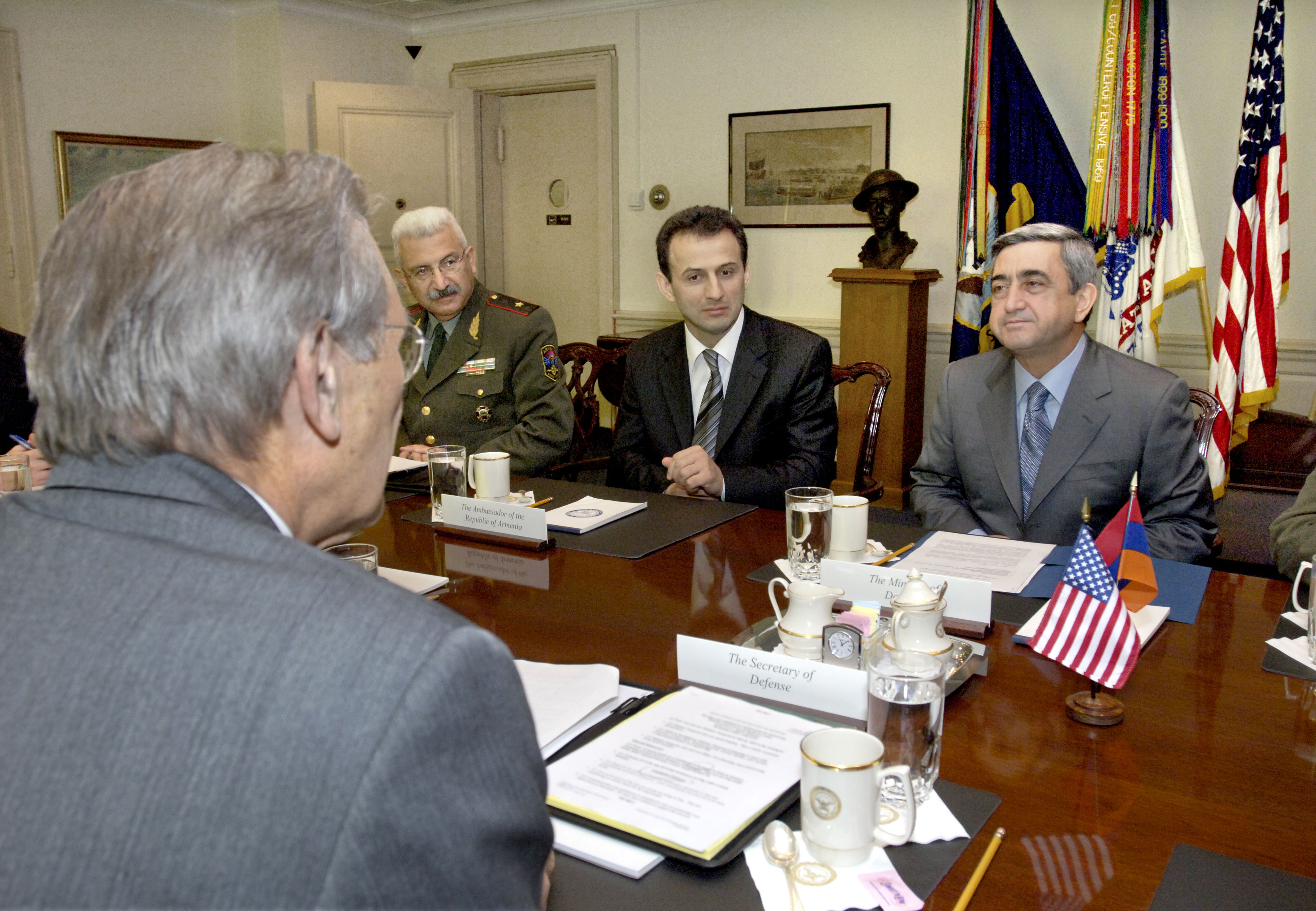
کوتانجیان به همراه سرژ سرکیسیان رئیس‌جمهور ارمنستان در دیدار با دونالد رامسفلد وزیر دفاع ایالات متحدهٔ آمریکا